# روبرت بي. مكلور
روبرت بي. مكلور (بالإنجليزية: Robert B. McClure)‏ هو عسكري أمريكي، ولد في 15 سبتمبر 1896 في روما في الولايات المتحدة، وتوفي في 15 سبتمبر 1973.